# Phlugis bimaculoides
Phlugis bimaculoides är en insektsart som beskrevs av Nickle 2003. Phlugis bimaculoides ingår i släktet Phlugis och familjen vårtbitare. Inga underarter finns listade i Catalogue of Life.